# 全氟三甲胺
全氟三甲胺是一种有机氟化合物，化学式为C3F9N。它可由三甲胺和三氟化钴在250 °C反应制得，但该反应会生成三氟甲胺和全氟二甲胺等多种副产物。三甲胺或三甲胺三氢氟酸盐的电化学氟化也可用来制备全氟三甲胺。